# Joanna Going
Joanna Catherine Going (Washington, 22 luglio 1963) è un'attrice statunitense.

## Biografia
Going è nata a Washington, la più grande di sei figli. La madre, Lorraine M. (nata Calise) lavora al dipartimento di polizia e il padre, John Burke Going, è un avvocato. L'attrice è cresciuta a Newport e si è diplomata alla Rogers High School nel 1981. Ha frequentato l'Emerson College per due anni, prima di studiare alla American Academy of Dramatic Arts. È stata sposata dal 2004 al 2012 con l'attore Dylan Walsh da cui ha avuto una figlia, Stella.

## Filmografia parziale

### Cinema
- Wyatt Earp, regia di Lawrence Kasdan (1994)
- Gli anni dei ricordi (How to Make an American Quilt), regia di Jocelyn Moorhouse (1995)
- Innocenza infranta (Inventing the Abbotts), regia di Pat O'Connor (1997)
- Spiriti ribelli (Still Breathing), regia di James F. Robinson (1997)
- Phantoms, regia di Joe Chappelle (1998)
- La giuria (Runaway Jury), regia di Gary Fleder (2003)
- The Tree of Life, regia di Terrence Malick (2011)
- Love & Mercy, regia di Bill Pohlad (2014)
- Nostalgia (Mark Pellington), regia di Mark Pellington (2018)

### Televisione
- L'ombra della notte (Dark Shadows) – serie TV (1991)
- Colombo (Columbo) – serie TV, episodio 10x05 (1992)
- Children of the Dust, regia di David Greene – miniserie TV, 2 puntate (1995)
- Mamma, ho allagato la casa (Home Alone 4: Taking Back the House), regia di Rod Daniel – film TV (2002)
- House of Cards - Gli intrighi del potere (House of Cards) – serie TV, 7 episodi (2014)
- Kingdom – serie TV, 40 episodi (2014-2017)
- Law & Order - Unità vittime speciali (Law & Order: Special Victims Unit) – serie TV, episodio 19x07 (2017)
- The Good Doctor – serie TV, episodio 3x10 (2019)
- Interrogation – serie TV, 9 episodi (2020)
- The Pitt – serie TV, 11 episodi (2025)

## Doppiatrici italiane
Nelle versioni in italiano delle opere in cui ha recitato, Joanna Going è stata doppiata da:
- Micaela Esdra in Wyatt Earp
- Chiara Salerno ne L'ombra della notte
- Cristina Boraschi in Innocenza infranta
- Tiziana Avarista in Phantoms
- Roberta Paladini in Colombo
- Michela Alborghetti in Mamma ho allagato la casa
- Emanuela Baroni in CSI - Scena del crimine
- Roberta Pellini in Mad Men
- Irene Di Valmo in House of Cards - Gli intrighi del potere